# La Brigue
La Brigue (italienisch Briga Marittima) ist eine französische Gemeinde mit 741 Einwohnern (Stand 1. Januar 2022) im Département Alpes-Maritimes in der Region Provence-Alpes-Côte d’Azur. Brigue ist die östlichste Gemeinde des Départements.

## Geschichte
La Brigue wurde nach dem Zweiten Weltkrieg zusammen mit der zuvor ebenfalls italienischen Gemeinde Tende ein Teil Frankreichs, nachdem Italien verpflichtet wurde, es im September 1947 gemäß der Pariser Friedenskonferenz 1946 abzutreten. Vor der Abtretung gehörte es zur Provinz Cuneo. Der Wechsel, der in der Gemeinde auf Widerstand stieß, wurde im Nachhinein durch eine lokale Volksabstimmung ratifiziert. Diese wurde am 12. Oktober 1947 unter internationaler Beobachtung abgehalten. Am 16. September 1947 wurde die Entscheidung umgesetzt, worauf einige Bewohner La Brigue in Richtung Italien verließen. Italienische Zeitungen sprachen von Flucht, „französischer Besatzung“ und dem Wunsch der Bevölkerung, Italiener zu bleiben. Eine Schlagzeile wie L’Italia sanguina; lasciateci la nostra malinconia (dt. Blutbeflecktes Italien; lasst uns unsere Melancholie) klang hingegen gemäßig bitter. Andere feierten und schrieben in ihrer Freude Vive la France an Hauswände.

## Bevölkerungsentwicklung
| Jahr                       | 1962 | 1968 | 1975 | 1982 | 1990 | 1999 | 2006 | 2016 |
| Einwohner                  | 687  | 582  | 493  | 495  | 618  | 595  | 630  | 698  |
| Quellen: Cassini und INSEE |      |      |      |      |      |      |      |      |

## Sehenswürdigkeiten
Die Wallfahrtskapelle Notre-Dame-des-Fontaines ist innen mit Wandmalereien der Künstler Giovanni Baleison und Giovanni Canavesio aus dem 15. Jahrhundert versehen und wird als kleine Sixtinische Kapelle der Seealpen bezeichnet.

## Tourismus
Die Gemeinde liegt am Fernwanderweg GR52A. Ein nahegelegener Klettersteig mittlerer Schwierigkeit (C/D) und einer Länge von etwa 250 Metern über die Ortschaft führend stellt eine weitere sportliche Attraktion dar.